# Miami PanAm International 2007
Die Miami PanAm International 2007 im Badminton fanden vom 19. bis zum 21. April 2007 statt.

## Sieger und Platzierte
| Disziplin    | Gold                        | Silber                          | Bronze                              |
| ------------ | --------------------------- | ------------------------------- | ----------------------------------- |
| Herreneinzel | Andrew Dabeka               | Lwin Aung                       | Carlos Longo                        |
| Herreneinzel | Andrew Dabeka               | Lwin Aung                       | Eric Go                             |
| Dameneinzel  | Zhou Mi                     | Lucía Tavera                    | Claudia Rivero                      |
| Dameneinzel  | Zhou Mi                     | Lucía Tavera                    | Sarah MacMaster                     |
| Herrendoppel | Mike Beres William Milroy   | Khankham Malaythong Howard Bach | Rodrigo Pacheco Andrés Corpancho    |
| Herrendoppel | Mike Beres William Milroy   | Khankham Malaythong Howard Bach | Clemens Smola Yassine Iliasse       |
| Damendoppel  | Jamie Subandhi Kuei Ya Chen | Valérie Loker Sarah MacMaster   | Melinda Keszthelyi Jennifer Coleman |
| Damendoppel  | Jamie Subandhi Kuei Ya Chen | Valérie Loker Sarah MacMaster   | Shannon Pohl Samantha Jinadasa      |
| Mixed        | Mike Beres Valérie Loker    | Howard Bach Eva Lee             | Kyle Foley Helen Nichol             |
| Mixed        | Mike Beres Valérie Loker    | Howard Bach Eva Lee             | Nicholas Jinadasa Samantha Jinadasa |